# Liste des ducs de Gaète
Ce qui suit est une liste des « hypati », patriciens, consuls et ducs qui ont régné sur le territoire de Gaeta (duché de Gaeta).
D'autre part, le titre de « duc de Gaète » (ou Gaëte) fut recréé à deux reprises au cours du XIXe siècle : la première pendant la période française (Premier Empire), la seconde pendant le « Risorgimento » (titre du royaume de Sardaigne).

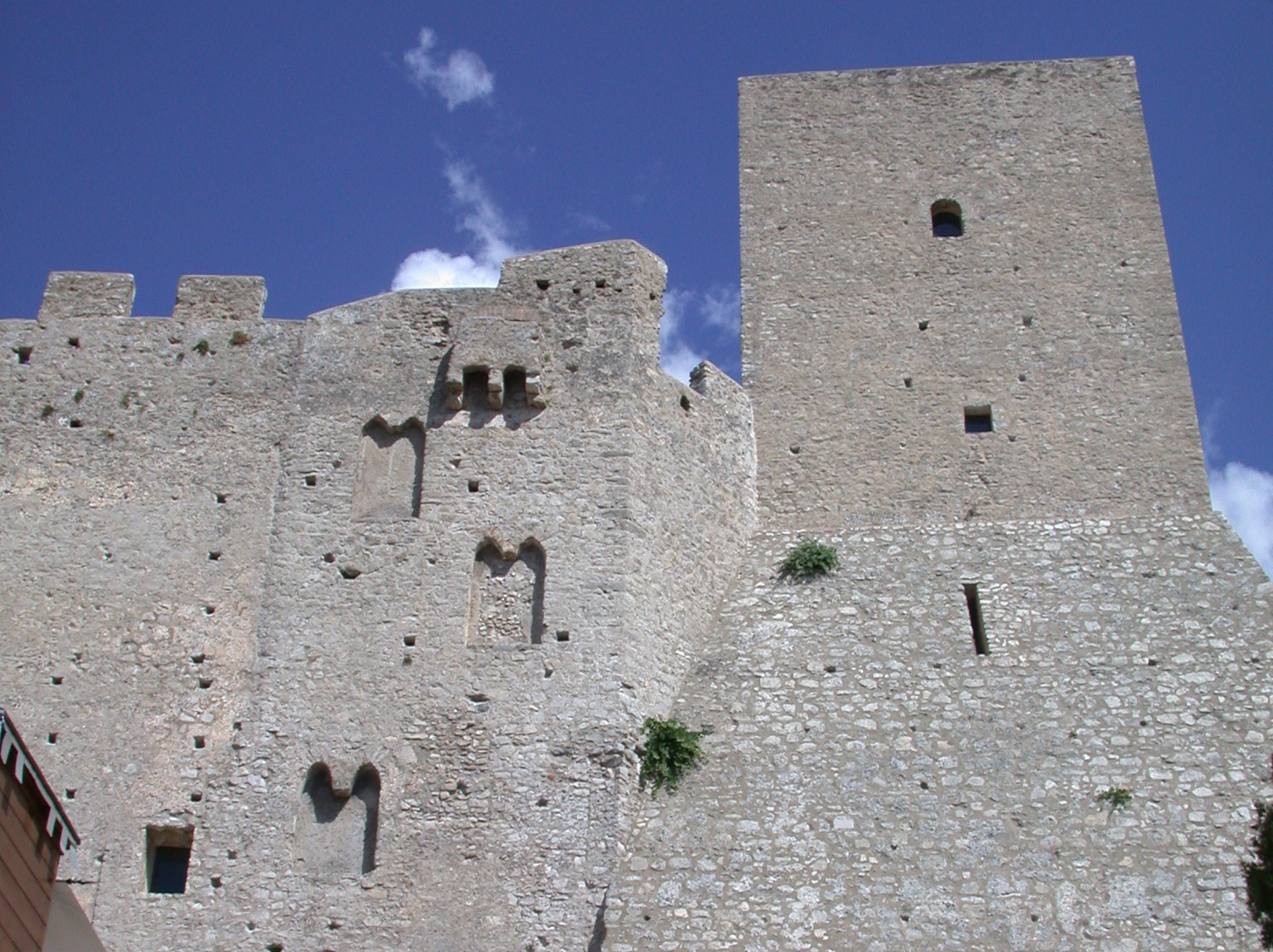
La tour carrée du château d'Itri, attribuée à Docibilis Ier.

## Dynastie grecque

### «Hypatos»
- Constantin (839-866)
- Marinus Ier hypatos (866-867)
- Bonus dux de Gaète (866-867)
- Docibilis Ier (867-906/914)
- Jean Ier (867-933 ou 934), aussi patricien depuis 877

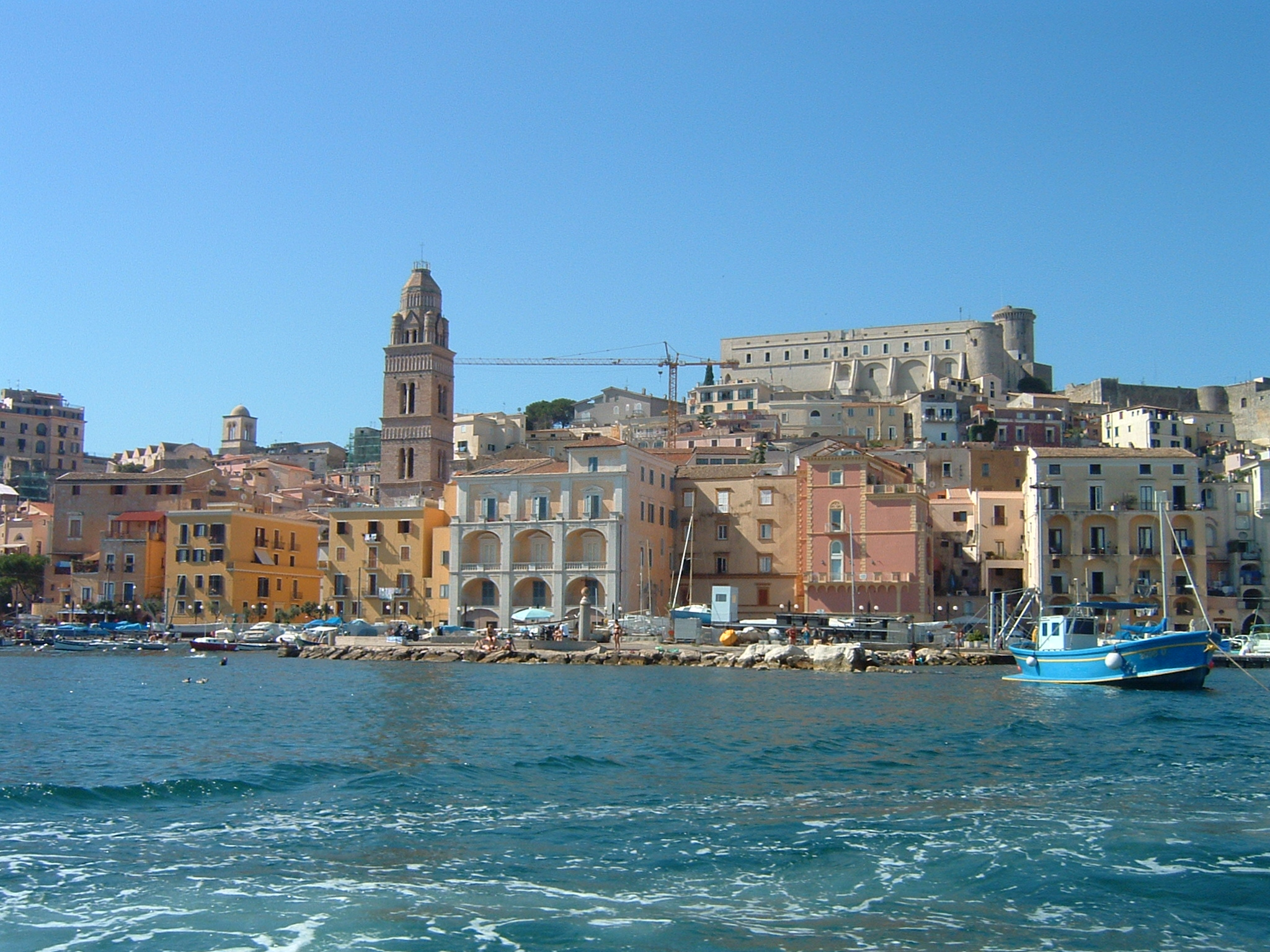
La Gaète médiévale vue depuis la mer.

### Ducs
- Docibilis II (914 ou 915-954), co-hypatos depuis 906
- Jean II (954-962 ou 963), co-duc depuis 933 ou 934, consul
- Grégoire (962 ou 963-978)
- Marinus II (978-984)
- Jean III (984-1008 ou 1009), co-duc depuis 979
- Jean IV (1008 ou 1009-1012), co-duc depuis 991
- Jean V (1012-1032), aussi consul
  - Léon Ier (1012), appelé « l'Usurpateur », oncle, tuteur (1017-1024)
  - Émilie, grand-mère, régente (1012-1027)
- Léon II de Gaète, tente de reprendre Gaète à Guaimar IV de Salerne en 1042

## Ducs lombards et normands
En 1041, Guaimar donne sa souveraineté et son titre au comte d'Aversa. En 1058, Gaeta est assujettie au comte d'Aversa, et passe de là au prince de Capoue.
- Pandolf Ier (1032-1038)
- Pandolf II (1032-1038), co-duc
- Guaimar (1038-1045)
  - Rainulf Ier d'Aversa (1041-1041)
  - Asclettin, comte d'Aversa (1045)
- Aténolf Ier de Gaète (1045-1062), aussi comte d'Aquino
- Aténolf II (1062-1064), aussi comte d'Aquino
  - Marie, régente (1062-1065), fille de Pandolf Ier, épouse d'Aténolf I de Gaète et de Guillaume Ier, et mère de Aténolf II et de Lando.

## Ducs et consuls normands
Ils étaient vassaux des princes de Capoue. Les princes Richard Ier et son fils Jourdain Ier ont respectivement utilisé les titres de duc et consul en 1058 et 1062.
- Guillaume Ier de Montreuil (1064)
- Lando de Gaète (1064-1065), également comte de Traietto
- Dannibold (1066-1067)
- Godefroi Ridelle (1068-1086)
- Renaud Ridelle (à partir de 1086)
- Gualganus Ridelle (jusqu'en 1091)
- Landolf de Gaète (1091-1103)
- Guillaume II de Blosseville (1103-1104 ou 1105)
- Richard II de Gaète (1104 ou 1105-1111)
- André de Gaète (1111-1112)
- Jonathan de Gaète (1112-1121)
- Richard III de Gaète (1121-1140).

En 1140, Gaeta fut annexé au royaume de Sicile par le roi Roger II.
Sous le règne des Hauteville et Hohenstaufen, les souverains ont continué l'émission de monnaie comme dirigeants de Gaeta jusqu'en 1229.

## Rois de Sicile(1140-1282)

### Dynastie normande de Hauteville
- 1130-1154 : Roger II.
- 1154-1166 : Guillaume Ier le Mauvais, fils du précédent.
- 1166-1189 : Guillaume II le Bon, fils du précédent.
- Janvier 1190-février 1194 : Tancrède, comte de Lecce, petit-fils bâtard de Roger II.

Il associe à son règne successivement ses deux fils :
- 1192-décembre 1193 : Roger III ;
- décembre 1193 - février 1194 : Guillaume III.

- Février - octobre 1194 : Guillaume III, seul roi ; déposé par Henri VI de Hohenstaufen.

.

### Dynastie souabe deHohenstaufen
- 1194-1197 : Henri Ier, empereur sous le nom d'Henri VI (époux de Constance de Hauteville, fille du roi Roger II).
- 1197-1250 : Frédéric Ier de Sicile, fils des précédents, empereur sous le nom de Frédéric II du Saint-Empire.

Il associe à son règne son fils aîné :
- 1212-1242 : Henri II, aussi roi des Romains sous le nom d’Henri VII et duc de Souabe.

## Premier Empire
Par le décret du 30 mars 1806, Gaëte est érigée en duché grand-fief de l'Empire français.
- 15 août 1809 - 1841 : Martin Michel Charles Gaudin, ministre français des Finances, comte Gaudin et de l'Empire (26 avril 1808), duc de Gaëte et de l'Empire.

## Royaume d'Italie (1861-1946)
Dans le milieu du XIXe siècle, le militaire, homme politique et diplomate Enrico Cialdini (1811-1892) a été créé « duc de Gaète » par le roi d'Italie, en reconnaissance de son rôle pendant le siège de Gaète (1860). Il s'agit là d'un « titre de victoire ».

## Source
- (en)/(it) Cet article est partiellement ou en totalité issu des articles intitulés en anglais « List of Hypati and Dukes of Gaeta » (voir la liste des auteurs) et en italien « Sovrani di Gaeta » (voir la liste des auteurs).